# Budurovignathus
Genre
Budurovignathus est un genre éteint de conodontes du Trias.

## Espèces
- †Budurovignathus mungoensi
- †Budurovignathus praehungaricus

## Stratigraphie
Le Ladinien (un des étages du Trias moyen) est défini par la première apparition de Budurovignathus praehungaricus.